# W.I.T.C.H.
W.I.T.C.H. è un fumetto italiano ideato da Elisabetta Gnone, Alessandro Barbucci e Barbara Canepa nel 2001 e prodotto da Disney Italia, presto diventato un successo su scala planetaria, tradotto in almeno 27 lingue e pubblicato in oltre 70 paesi. Il successo ha portato alla creazione di numerosi progetti correlati: una serie animata omonima nel 2004, un manga, un videogioco, una serie di romanzi, manuali e merchandising vario. Il fumetto ha chiuso a ottobre 2012 con l'albo numero 139.
Witch significa "strega" in inglese; il titolo W.I.T.C.H. nasce dalle iniziali dei nomi delle protagoniste femminili, cinque adolescenti di 13-14 anni dotate di poteri magici.

## Storia editoriale

Logo della serie.

W.I.T.C.H. venne sviluppato sulla scia del successo riscosso da PK - Paperinik New Adventures, destinandolo però non al pubblico maschile ma a quello femminile, fino a quel momento poco considerato dall'editoria. L'idea venne nel 1997 a Elisabetta Gnone, che voleva realizzare un periodico femminile Disney diverso dal solito. Alessandro Barbucci creò il character design insieme a Barbara Canepa, che si occupò del colore.
Barbucci propose inizialmente uno stile steampunk militare, ma Gnone lo ritenne troppo maschile e propose cinque streghe, pensando anche al successo riscosso nel 1993 dalla storia Minni e le magnifiche cinque, in cui Minni era affiancata da cinque ragazzine. Il nuovo fumetto, Daisy D. e le magnifiche cinque, sostituiva Minni con Paperina ed era ambientato in un college ricco di mistero abitato da cinque streghe in incognito. Rendendosi conto che Paperina era d'intralcio e che la storia funzionava anche senza di lei, Gnone pensò di rimuoverla, ma la Disney non approvò la scelta, desiderando che fosse comunque presente un personaggio consolidato: il progetto continuò quindi ad essere sviluppato in segreto. Gnone decise che ogni protagonista avrebbe rappresentato un modo di vivere la transizione dall'adolescenza all'età adulta, mentre per i disegni Barbucci si ispirò ai manga mahō shōjo, volendo incanalare «il modo che hanno gli autori giapponesi di confrontarsi con l’adolescenza [...] con una franchezza che fa male». Canepa contribuì al design del Cuore di Kandrakar e alla scelta dei poteri delle cinque ragazze, ognuna avente il controllo di un elemento della natura. Per le tematiche si ispirarono alle opere di Hayao Miyazaki, orientandosi verso l'ecologia, la morte, l'intimismo e una rappresentazione meno netta dei concetti di Bene e Male. La Disney però non apprezzò lo stile e continuò a opporsi, finché il dirigente americano del ramo editoriale non appoggiò il progetto. A quel punto Francesco Artibani si unì al team come sceneggiatore, traendo ispirazione da Harry Potter e Sailor Moon.
Il lancio venne fissato a ottobre 2000, in linea con il titolo della prima uscita, Halloween, ma slittò all'aprile successivo perché la dirigenza chiese di allungare il finale. Inizialmente erano previsti solo dodici albi (ridotti a nove con il proseguire della stesura), ma la situazione cambiò quando arrivarono i risultati delle vendite: W.I.T.C.H. aveva infatti ottenuto un grande successo, raggiungendo le 200.000 copie vendute mensilmente dopo soli 15 albi, e venendo letto sia dal pubblico femminile, sia da quello maschile. Nel 2002 vendeva mensilmente un milione di copie nel mondo, di cui più di 210.000 copie in Italia, oltre 140.000 in Germania e in Francia, e 150.000 in Spagna. Al 2004 era stato distribuito in 64 Paesi nel mondo, vendendo più di 20 milioni di copie ogni anno, di cui 11,6 nella sola Europa. In quattro anni divenne il quarto periodico nel mondo per numero di edizioni, dopo Cosmopolitan, Selezione dal Reader's Digest ed Elle; il marchio W.I.T.C.H. si affermò nel campo del merchandising e della cancelleria e si arrivò alla creazione di un manga nel 2003, una serie animata nel 2004, un videogioco nel 2005.
A partire dal 2008, il fumetto subì un progressivo calo delle vendite, che crollarono entro il 2011, quando compì dieci anni. Nel maggio 2012 W.I.T.C.H. approdò in formato digitale su iBookstore, e a ottobre venne chiuso con l'uscita dell'albo numero 139.

## Trama

### Prima serie:I dodici portali(Nº 1-12)
Will Vandom, Irma Lair, Taranee Cook, Cornelia Hale e Hay Lin, cinque comuni adolescenti che vivono nella città di Heatherfield, scoprono di avere poteri magici legati alle forze della natura: insieme formano le W.I.T.C.H., Guardiane della Muraglia che separa la Terra e gli altri pianeti dalla zona oscura del Metamondo, avente come capitale Meridian. Grazie al Cuore di Kandrakar, un monile donato a Will da Yan Lin, nonna di Hay Lin, possono trasformarsi in creature magiche e chiudere i Portali della Muraglia per impedire ai Metamondesi di arrivare a Heatherfield.
Phobos, malvagio principe del Metamondo, di cui ha usurpato il trono, desidera che la Muraglia venga abbattuta per poter assorbire l'energia degli altri mondi, avendo ormai prosciugato, con la sua sete di potere, quella del proprio. Per questo motivo, invia il suo sottoposto, Lord Cedric, a Heatherfield, dove vive, ignara della propria identità, Elyon, sua sorella minore e legittima erede al trono. Cedric riesce a convincere Elyon che le Guardiane sono malvagie e l'hanno tenuta separata da Phobos per anni: in questo modo la fa avvicinare al fratello, che in realtà mira solo ad assorbire gli immensi poteri della ragazza per portare a termine il suo piano. Dopo molte peripezie, le W.I.T.C.H., aiutate dai ribelli guidati da Caleb e da Elyon, che riesce infine a scoprire la verità, sconfiggono Phobos, che viene imprigionato con Cedric nella fortezza di Kandrakar. Scongiurato il pericolo rappresentato dal principe, la Muraglia viene abbattuta dall'Oracolo ed Elyon sale al trono di Meridian.

### Seconda serie:Il ritorno di Nerissa(Nº 13-24)
Durante la battaglia finale contro Phobos, Caleb è stato trasformato in un fiore: Cornelia, innamorata di lui, fa di tutto per riuscire a restituirgli le sue sembianze umane e si allontana dalle altre Guardiane. A causa dei loro continui litigi, i loro poteri si indeboliscono e Luba, custode delle Stille degli elementi, cerca di convincere l'Oracolo che le W.I.T.C.H. non sono adatte al loro compito: per farle cadere in fallo, manomette le Stille in modo che le ragazze, utilizzando la loro magia, creino involontariamente un Cangiante, una creatura che si impossessa di tutti i loro poteri per poi entrare nel corpo di Cornelia. Quest'ultima, diventata eccezionalmente potente, riesce a ridare vita a Caleb.
L'unione dei poteri degli elementi in un'unica persona, però, fa avverare una profezia: viene così liberata Nerissa, l'ex-leader del precedente gruppo di Guardiane, formato da Yan Lin, Halinor, Kadma e Cassidy. A causa del potere del Cuore di Kandrakar, era diventata malvagia e aveva ucciso Cassidy, a cui l'Oracolo aveva consegnato l'amuleto accorgendosi del cambiamento avvenuto in lei. Grazie a un tranello, Nerissa riesce a prendere il Cuore di Kandrakar a Will, ma lo spirito di Cassidy fa un dono speciale alla ragazza, donandole una copia del Cuore di Kandrakar, la Luce di Cassidy, con il quale le W.I.T.C.H. riescono a sconfiggere l'ex-Guardiana e riconquistare l'amuleto originale. Will, inoltre, scopre che Kadma vive a Fadden Hills, città dove la ragazza aveva abitato prima di trasferirsi a Heatherfield, e l'ha sempre tenuta d'occhio. La donna paga il padre di Will, Thomas, quando questi arriva in città e minaccia di chiedere la custodia della figlia se non riceverà del denaro.

### Terza serie:Il regno di Arkhanta(Nº 25-36)
Taranee, risentita perché l'Oracolo non racconta mai tutta la verità alle Guardiane, decide di lasciare il gruppo e viene sostituita da Orube, una guerriera proveniente dal pianeta Basiliade che non è dotata di poteri magici, ma è molto abile nel combattimento. Mentre Orube si ambienta a Heatherfield, Cornelia, Taranee e Hay Lin partono per un viaggio-studio in una città molto distante, Redstone. Le accompagna Ralph Sylla, agente dell'Interpol specializzato in fenomeni paranormali, che si finge un professore e indaga su di loro con il sospetto che abbiano poteri magici: scoperto il segreto delle W.I.T.C.H., l'Interpol rapisce Will per studiarla, senza sospettare di aver invece preso la sua Goccia Astrale, una copia priva di poteri magici. L'Oracolo interviene e fa dimenticare a tutti la scoperta dei poteri delle ragazze, permettendo loro di concentrarsi sulla missione che nel frattempo hanno ricevuto.
Ari, sovrano di Arkhanta, intende distruggere Kandrakar perché l'Oracolo si è rifiutato di guarire suo figlio, Maqi: il bambino vive in un mondo tutto suo, non parla né sorride e nessuna cura medica lo può aiutare. Ari si era anche rivolto alla banshee Yua, ma nemmeno lei poté aiutarlo, quindi l'uomo la mise in catene, costringendola ad esaudire tutti i suoi desideri. L'Oracolo manda le Guardiane come ambasciatrici per farlo ragionare, ma Ari non sente ragioni e le attacca tramite la banshee. Le W.I.T.C.H. e Orube riescono a liberare la banshee e a guarire Maqi, rendendolo un bambino normale. Taranee riprende il suo posto e Orube decide di rimanere a Heatherfield.
Le W.I.T.C.H. devono anche vedersela con le Gocce Astrali, che si ribellano chiedendo libertà e indipendenza, e scappano dalla città. Ritrovate grazie all'aiuto di Orube, l'Oracolo permette alle Gocce di crearsi una nuova vita con un aspetto diverso, dopo aver sgridato le Guardiane per aver trattato con leggerezza le loro gemelle non magiche.

### Quarta serie:Il potere di Endarno(Nº 37-49)
Endarno, uno dei saggi di Kandrakar, riesce a mettere la Congrega contro l'Oracolo e a farlo cacciare dalla Fortezza per aver interferito nella vita delle guardiane e delle Gocce Astrali: l'uomo è quindi costretto a tornare al suo pianeta d'origine, Basiliade, e a riprendere il suo vecchio nome di Himerish, che aveva dimenticato, mentre Endarno viene scelto come nuovo Oracolo. Le W.I.T.C.H. scoprono che, in realtà, Endarno è Phobos travestito, e il vero saggio è rinchiuso nella Torre delle Nebbie al posto del principe. Phobos si accanisce contro le Guardiane e contro sua sorella Elyon, colpevole di avergli rubato il suo potere. Il piano del principe viene sventato ed egli si getta nell'abisso che circonda Kandrakar pur di non farsi catturare, ma il suo spirito resta vivo nella clessidra del Soffio del Tempo che aveva dato a Cornelia: le W.I.T.C.H. riescono infine a distruggerlo e a riportare la pace.

### Quinta serie:Il mondo nel libro(Nº 50-63)
Cedric, che aveva aiutato Phobos a prendere il posto di Endarno, viene mandato privo di poteri sulla Terra dall'Oracolo per redimersi, ma il mutaforma progetta, piuttosto, di ottenere di nuovo la sua magia e vendicarsi delle W.I.T.C.H. Riprende il controllo della sua libreria e si mette alla ricerca di libri che possano servire allo scopo: trova così il Libro degli Elementi, nel quale è imprigionato il malvagio alchimista Jonathan Ludmoore. Questi vuole tornare in libertà, così risucchia al proprio interno Matt, il ragazzo di Will, per costringere le W.I.T.C.H. ad aprire il libro. Le Guardiane devono trovare le Pietre degli Elementi, affrontando i loro Custodi Eterni per conquistarle. Aperto il libro, le W.I.T.C.H., Cedric ed Orube vengono risucchiati al suo interno: qui attraversano i vari capitoli per arrivare all'ultimo, dove Matt è prigioniero. Ludmoore, intanto, vuole rubare il Cuore di Kandrakar, l'ultima Pietra degli Elementi, per ottenere l'agognata libertà, e incarica Cedric di convincere Will a cedere il monile. Quando la Guardiana sta per rinunciare al Cuore di Kandrakar, Orube la ferma e Ludmoore scaglia un fulmine contro di lei: Cedric protegge la ragazza, di cui è innamorato, e viene colpito al suo posto, venendo ucciso. Arrivate all'ultimo capitolo, le W.I.T.C.H. combattono contro Ludmoore e riescono a distruggerlo grazie a uno stratagemma di Matt: cancellare il nome di Ludmoore dal libro in modo che sparisca. Terminata la missione, Orube, distrutta dalla morte di Cedric, torna a Basiliade, mentre Susan, la madre di Will, si sposa con il professor Dean Collins.

### Sesta serie:Ragorlang(Nº 64-74)
Hay Lin è tormentata da incubi popolati da un uomo che urla. Durante una cena con Karl e Tecla Ibsen, due vecchi amici della famiglia di Eric, il suo ragazzo, viene a conoscenza dell'esistenza dei Ragorlang, creature capaci di risucchiare l'energia vitale delle persone lasciando il malcapitato in uno stato catatonico. È la stessa Tecla a generare i Ragorlang per mantenere un aspetto giovane. La donna tenta di assorbire l'energia vitale di Hay Lin, che è molto forte perché è dotata di poteri magici, ma le W.I.T.C.H. intervengono salvando la ragazza. L'incontro con il Ragorlang, però, le lascia il marchio della creatura negli occhi.
Passata l'estate, le ragazze ritornano a scuola, dove un misterioso oculista, il dottor Edward Folkner, dimostra un particolare interesse per lo sguardo di Hay Lin. Le ragazze decidono pertanto di introdursi nella sua casa, scoprendo un collegamento fra questi e Tecla. Gli incubi di Hay Lin peggiorano e la ragazza si allontana dalle amiche, che non la comprendono. Abbandonata a se stessa, cade preda della paura, trasformandosi nel Ragorlang che fino a quel momento aveva dormito dentro di lei. Guidata da Tecla, attacca le compagne, ma viene salvata da Folkner, che si scopre essere un cacciatore di Ragorlang, che la libera dal mostro. Successivamente, il piccolo We – una creatura proveniente da Basiliade – permette involontariamente il passaggio su Heatherfield di un raggio carico di energia magica, che fa riacquistare le forze a Tecla. Partite per una gita scolastica, le W.I.T.C.H. si trovano ad affrontare i Superragorlang, riflessi del loro potere, che rubano il Cuore di Kandrakar a Will. Le ragazze hanno la meglio, ma una minuscola ombra si insinua nel Cuore. Folkner, assorbita la forza di tutti i Ragorlang, se ne serve per diventare un Ragorlang egli stesso, ma le W.I.T.C.H., anche grazie all'aiuto di Tecla, lo sconfiggono.

### Settima serie:New Power(Nº 75-86)
Matt ruba i poteri delle W.I.T.C.H., mentre Kandrakar si isola dal mondo esterno per proteggersi da una nuova minaccia che la sta attaccando direttamente. Le Guardiane, isolate e senza poteri, sono disperate per la nuova condizione, tranne Cornelia, che è sempre stata a disagio con la magia. Matt rivela di essere il ladro del Cuore di Kandrakar e dei loro poteri, ma di averlo fatto per ordine dell'Oracolo, che dona alle W.I.T.C.H. poteri nuovi e più forti. Per imparare a gestirli, ognuna deve trovare la radice della propria magia. Nel frattempo, Dark Mother, una donna che ha poteri sulla natura, riesce a penetrare a Kandrakar. Le W.I.T.C.H., con l'aiuto di Yan Lin, riescono a sconfiggerla e ad impedire che la fortezza di Kandrakar, contaminata dalle radici del suo albero nero, vaghi alla deriva nell'universo. Al termine di quest'ultima prova, Himerish lascia il suo ruolo e i suoi poteri a Yan Lin, che diventa il nuovo Oracolo.
Anche sul piano personale le W.I.T.C.H. devono affrontare dei cambiamenti: Taranee scopre di essere stata adottata e vuole notizie sui suoi veri genitori; Hay Lin cambia casa; Irma si innamora di Stephen, un vecchio amico, e gli rivela i suoi poteri; Cornelia inizia a uscire con Peter, il fratello di Taranee; Will apprende che sua madre è incinta e che il nuovo fratellino, William, ha poteri magici.

### Ottava serie:Teach 2b W.I.T.C.H.(Nº 87-99)
Le W.I.T.C.H. vengono a sapere che a Heatherfield esistono alcuni esseri umani magici come William e ricevono il compito di individuare queste persone per insegnare loro a usare i poteri. Sede delle lezioni è un pullman rosa guidato da Kandor, uno dei Saggi di Kandrakar, che si occupa anche di liberare i Lumien, le stringhe magiche che conducono alle persone magiche.
Nel frattempo, Takeda Foreman, presidente della Takeshita Inc., vuole distruggere tutta la magia, ritenendola malvagia perché l'ha allontanato da sua figlia Mariko, la cui mente è stata catapultata nel Mondo Veloce, dove ha conosciuto Liam e se ne è innamorata. Liam, le W.I.T.C.H. e la sorella minore di Mariko, Shinobu, cercano di sconfiggere la Regina Bianca del Mondo Veloce per riportare indietro Mariko. Liam perde la vita durante la battaglia, ma la famiglia Foreman si riunisce.

### Nona serie:100% W.I.T.C.H.(Nº 100-139)
La nona serie non è costituita da un vero e proprio arco narrativo, ma da storie autoconclusive alternate a piccoli archi narrativi pubblicati in totale discontinuità:
- Negli albi 104-111, le W.I.T.C.H. incontrano i Runici, un gruppo di esseri magici aventi i loro stessi poteri: Nashter (Energia), Darmon (Fuoco), Shaun (Aria), Cromo (Terra) e Ran-rah (Acqua). I cinque vogliono rovesciare Kandrakar, e si nascondono nelle zone più buie del cosmo. Nell'albo 111, Nashter si trasferisce sulla Terra dopo essere stato bandito dal Consiglio della sua razza per aver perso contro le Guardiane di Kandrakar, e si innamora di Will, ma non viene ricambiato;
- Negli albi 106-107, Nihila, un'antica incantatrice, tiene prigionieri i segni dello Zodiaco (tutti tranne la Bilancia) per governare i destini delle persone, ma non può controllare quelli degli esseri magici: ciò però non le impedisce di modificare quelli delle persone che circondano le Guardiane. Le W.I.T.C.H. riescono a non far avverare quello che Nihila ha in serbo per i loro cari, così l'incantatrice le sfida alle prove degli elementi: Will, non avendo potere su di essi, viene sconfitta, e così anche Taranee, Irma e Cornelia. Hay Lin riesce invece a sconfiggere Nihila, permettendo a tutti di tornare a vivere liberamente;
- Negli albi 120, 123 e 126, le W.I.T.C.H. devono salvare il mondo e, soprattutto, gli alunni della loro scuola magica dalle tre sorelle Lady Giga, Lady Crash e Lady Kimikal. Le tre donne riescono ad assorbire la magia degli alunni delle Guardiane e quelli delle stesse W.I.T.C.H., ma periscono perché il potere è troppo grande per loro;
- Negli albi 131, 133, 135, 138-139, le W.I.T.C.H. sono costrette ad affidare i poteri ad Elyon perché hanno esaurito i loro compiti: si trovano quindi davanti alla scelta se tornare a una normale vita da adolescenti oppure diventare sovrane magiche. Le W.I.T.C.H. scelgono questo ultimo percorso e devono superare alcune prove. La prima prova prevede di far incontrare i Loones e i Sools, abitanti del pianeta Sooloo divisi da una barriera: una volta completata con successo, ottengono il dominio sulla magia dei Sentimenti. Durante la seconda prova, vengono intrappolate in corpi da bambine e devono ritornare adolescenti: acquisiscono così il controllo dello Spazio e del Tempo. Con il proseguire della storia, le W.I.T.C.H. riescono a portare a termine, a volte con difficoltà, tutte le prove, diventando sovrane magiche e ottenendo un nuovo potere: quello di potersi riunire in un'unica Guardiana, Sixtar.

L'albo 121, Dieci anni dopo, è dedicato ai festeggiamenti per i dieci anni di pubblicazione del mensile.

## Pubblicazioni
Gli albi pubblicati sono 139, mentre gli albi speciali sono 15.
Per approssimativamente metà della sua vita editoriale ogni albo di WI.T.C.H. contenne il fumetto (diviso in due parti), la posta dei lettori e alcune rubriche di argomento diverso, dopodiché aumentò lo spazio dedicato alle problematiche quotidiane tipiche del mondo adolescenziale, come la bellezza e l'amore, trattate inizialmente in un magazine separato ma collegato, WElcome, in cui le protagoniste apparivano in brevi fumetti introduttivi ai vari argomenti. Undici mesi dopo la sua comparsa a maggio 2005, WElcome venne accorpato alla rivista principale. Con il cambiamento della direttrice da Valentina De Poli a Veronica di Lisio, avvenuta con la 74ª uscita, si diede maggior spazio alle rubriche fino a trasformare W.I.T.C.H. in una pubblicazione glamour meno incentrata sul fumetto. Quest'ultimo venne sviluppato in storie autoconclusive al posto delle saghe create in precedenza per andare incontro al pubblico che si avvicinava all'opera per la prima volta e non poteva conoscere gli avvenimenti pregressi.
La serie è stata ristampata sette volte:
- da febbraio 2003 a dicembre 2006 i primi 36 albi, sotto il titolo La ristampa del mitico W.I.T.C.H;
- da novembre 2005 a giugno 2006 i primi 8 albi, sotto il titolo W.I.T.C.H. - Le origini, in occasione del lancio del cartone animato su Italia 1;
- nel 2007 in 12 volumi cartonati abbinati a TV Sorrisi e Canzoni con il titolo di W.I.T.C.H. - Alle origini della magia. Ciascun volume contiene tre episodi;
- da novembre 2012 a febbraio 2013 in formato pocket con il titolo W.I.T.C.H. - Le origini.[12] In questa versione è stata ristampata solo la prima serie, in quattro mini-albi contenenti tre storie l'uno;[3]
- nel 2016 in due volumi omnibus contenenti la prima serie;[13]
- nel 2018 in una art edition da quattro volumi con copertine e illustrazioni inedite di Mirka Andolfo, contenenti la prima serie;[14]
- da marzo 2021 in un'edizione speciale chiamata W.I.T.C.H. - 20 anni di magia.[15] Sono usciti 7 volumi (l'ultimo dei quali il 30 luglio 2025) comprendenti cinque storie l'uno.[16]

Nelle ristampe non sono presenti le rubriche, ma solo il fumetto.

### Romanzi a fumetti
Negli Stati Uniti d'America la serie è stata pubblicata dal 2005 in otto romanzi a fumetti, contenenti ognuno due storie, editi da Hyperion Books.
1. (EN) The Power of Friendship, 30 maggio 2005, ISBN 978-0-7868-3674-1.
2. (EN) Meridian Magic, 2005, ISBN 978-0-7868-3912-4.
3. (EN) The Revealing, dicembre 2005, ISBN 978-0-7868-3655-0.
4. (EN) Between Light and Dark, febbraio 2006, ISBN 978-0-7868-3656-7.
5. (EN) Legends Revealed, maggio 2006, ISBN 978-0-7868-4876-8.
6. (EN) Forces of Change, ottobre 2006, ISBN 978-0-7868-4877-5.
7. (EN) Under Pressure, aprile 2007, ISBN 978-1-4231-0618-0.
8. (EN) An Unexpected Return, settembre 2007, ISBN 978-1-4231-0903-7.

### Manga

Copertina italiana del primo volume del manga.

Il fumetto di W.I.T.C.H. non approdò mai in Giappone, ma venne realizzato un manga ispirato ad esso, disegnato dalla mangaka Haruko Iida. Pubblicato dal 2003 al 2004 dalla Kadokawa Shoten e raccolto in due volumi tankōbon, è uscito anche in italiano nel 2008, nella collana Disney Manga.
Il manga adatta solo i primi tre albi (Halloween, I dodici portali e L'altra dimensione), dedicando un lungo segmento a Halloween, che occupa quasi tutto il primo volumetto. Le modifiche apportate riguardano principalmente l'aggiunta di nuove scene e spunti narrativi. Viene inoltre introdotto il personaggio di Nagar, un cavallo sputafuoco che appartiene a Elyon: la leggenda racconta che colui che lo domerà è destinato a diventare re.
| Nº | Data di prima pubblicazione | Data di prima pubblicazione | Data di prima pubblicazione |
| Nº | Giapponese                  | Giapponese                  | Italiano                    |
| -- | --------------------------- | --------------------------- | --------------------------- |
| 1  | 17 dicembre 2003            | ISBN 4-04-924955-3          | 10 giugno 2008              |
| 2  | 17 marzo 2004               | ISBN 4-04-924965-0          | 10 luglio 2008              |

### Reboot
Il 4 ottobre 2023 Giunti Editore ha pubblicato Il cuore dell'amicizia, la prima di una serie di graphic novel reboot ambientata in epoca più moderna rispetto all'originale con sceneggiatura di Alessandro Ferrari, disegni di Giulia Adragna e colori di Chiara di Francia.
- Il cuore dell'amicizia, collana Witch Comics, Disney Libri, 4 ottobre 2023,  p. 128, ISBN 978-88-522-4247-2.
- Il potere delle emozioni, collana Witch Comics, Disney Libri, 25 settembre 2024,  p. 96, ISBN 978-88-522-4713-2.

## Personaggi

### W.I.T.C.H.

Le protagoniste sulla copertina della art edition.

- Will Vandom: guardiana della Pura Energia, Leader del gruppo e custode del Cuore di Kandrakar. È insicura e sensibile, ma sa essere coraggiosa e determinata.
- Irma Lair: guardiana dell'Acqua. È una ragazza molto spiritosa, solare e allegra.
- Taranee Cook: guardiana del Fuoco. È timida e intelligente.
- Cornelia Hale: guardiana della Terra, è razionale, orgogliosa e sempre alla moda.
- Hay Lin: guardiana dell'Aria, ama l'arte ed è molto dolce e creativa.

### Altri personaggi
- Caleb: capo dei ribelli di Meridian che si oppongono a Phobos ed ex-Mormorante.
- Oracolo (Himerish): capo della congrega di Kandrakar.
- Elyon Portrait: sorella minore di Phobos e legittima erede al trono di Meridian.
- Yan Lin: nonna di Hay Lin, è stata anche lei una Guardiana.
- Orube: guerriera originaria di Basiliade, affianca le W.I.T.C.H. nella terza, nella quarta e nella quinta serie del fumetto.
- Matt Olsen: ragazzo di Will, conosce il segreto delle Guardiane.

### Nemici
- Principe Phobos: malvagio principe di Meridian, ne ha usurpato il trono.
- Lord Cedric: feroce e brutale braccio destro di Phobos. È lui ad avvicinare Elyon e a svelarle la sua vera identità.
- Nerissa: ex guardiana ed ex-custode del Cuore di Kandrakar divenuta una ragazza malvagia e assetata di potere.
- Cavalieri della vendetta: seguaci di Nerissa.
- Raphael Sylla: agente dell'Interpol che indaga sulle W.I.T.C.H. per verificare se abbiano o meno poteri magici.
- Ari di Arkhanta: sovrano di Arkhanta, è furioso con l'Oracolo che non ha voluto curare suo figlio Maqi.
- Yua: banshee serva di Ari, che l'ha catturata con un tranello.
- Endarno: saggio appartenente alla congrega di Kandrakar.
- Johnathan Ludmoore: alchimista imprigionato nel Libro degli Elementi, desidera uscirne.
- Tecla Ibsen: anziana signora che si mantiene giovane assorbendo l'energia vitale degli altri tramite creature di fumo chiamate Ragorlang.
- Dark Mother: ex-regina della primavera, corrotta dal desiderio di potere e imprigionata da Kandrakar, di cui vuole vendicarsi.
- Takeda Foreman: presidente della Takeshita Inc., vuole distruggere tutta la magia.
- Arkaam, la Regina Bianca: una delle regine del Mondo Veloce.

## Luoghi
- Heatherfield: città dove vivono le W.I.T.C.H., affacciata sul mare e circondata da colline.
- Meridian: capitale del Metamondo, di cui occupa tutta la superficie, è separata dal resto dell'universo dalla Muraglia, per evitare che il male che ha invaso il Metamondo si diffonda anche sugli altri pianeti. La sua storia comincia quando il regno viene minacciato dai predoni Kahedrin: Escanor, un principe bretone proveniente dalla Terra, valente soldato, venne mandato nel Metamondo dall'Oracolo, insieme a quattro compagni per combattere contro il re dei Kahendrin, Morgon. Per dimostrargli la loro riconoscenza, dopo la vittoria gli offrirono il trono, che Escanor occupò insieme a sua moglie Leryn, e costruirono Meridian. Da allora il regno è retto da una monarchia avente come capo una regina regnante appartenente alla famiglia Escanor: la sovrana ha poteri magici immensi ed è il centro dell'energia mistica del pianeta.[22]
- Kandrakar: fortezza nel centro dell'infinito in cui risiedono i saggi della congrega, tra cui l'Oracolo, che ha come compito principale quello di vigilare sull'equilibrio dell'universo.[23] Venne creata dalle ninfe Xin Jing, regina degli elementi; Oneide, ninfa della vita; Tea, ninfa del sole; Ebla, ninfa della Luna, e N'Ghala, ninfa delle stelle, quando le creature conobbero il male e si divisero tra chi voleva pace e chi viveva per il dolore degli altri. N'Ghala fu il primo Oracolo e istituì le Guardiane.[24] Il suo luogo più sacro è la Stanza delle Aure, dove si trovano le Stille d'Aura, gocce galleggianti fatte di energia magica che rappresentano le Guardiane.[25]
- Arkhanta: pianeta sotto la vigilanza di Kandrakar, governato da Ari.
- Basiliade: pianeta da cui provengono Orube, l'Oracolo Himerish ed Endarno. Il suo popolo è suddiviso in due etnie, gli shanta e gli asha, che sono stati per molto tempo in lotta tra di loro.[26]
- Mondo Veloce: mondo parallelo che coesiste con Heatherfield, ma non si può vedere perché il suo tempo e i suoi abitanti si muovono troppo velocemente.

## Altri media

### Serie animata
Una serie animata è stata realizzata da SIP Animation a partire dal 2004, per un totale di due stagioni che coprono le prime due serie del fumetto. Contrariamente al fumetto, incentrato sui rapporti interpersonali come l'amicizia tra le protagoniste, la serie animata si concentra prevalentemente sull'azione e l'avventura.

### Videogioco
Disney Interactive ha creato un videogioco uscito in Europa nel 2005.

### Romanzi
Negli Stati Uniti sono stati prodotti 26 romanzi, ciascuno dei quali contiene inserti del fumetto originale.
- Elizabeth Lenhard, Halloween, Buena Vista, 6 giugno 2003, ISBN 978-8884370655. (The Power of Five, ISBN 978-0786852574)
- Elizabeth Lenhard, I dodici portali, Buena Vista, 6 giugno 2003, ISBN 978-8884370662. (The Disappearance, ISBN 978-0786817290)
- Elizabeth Lenhard, L'altra dimensione, Buena Vista, 29 gennaio 2004, ISBN 978-8884370976. (Finding Meridian, ISBN 978-0786817306)
- Elizabeth Lenhard, Il potere del fuoco, Buena Vista, 20 maggio 2004, ISBN 978-8884370921. (The Fire of Friendship, ISBN 978-0786817313)
- (EN) Elizabeth Lenhard, The Last Tear, ISBN 978-0786817320.
- (EN) Elizabeth Lenhard, Illusions and Lies, 2004, ISBN 978-0786817955.
- (EN) Elizabeth Lenhard, The Light of Meridian, 2004, ISBN 978-0786817962.
- (EN) Kate Egan, Out of the Dark, ISBN 978-1424207893.
- (EN) Elizabeth Lenhard, The Four Dragons, 2004, ISBN 978-0786817986.
- (EN) Alice Alfonsi, A Bridge Between Worlds, 2004, ISBN 978-0786851386.
- (EN) Elizabeth Lenhard, The Crown of Light, 2004, ISBN 978-0786851393.
- (EN) Elizabeth Lenhard, The Return of a Queen, 2004, ISBN 978-0786851409.
- (EN) Elizabeth Lenhard, A Different Path, 2004, ISBN 978-0786851911.
- (EN) Alice Alfonsi, Worlds Apart, 2005, ISBN 978-0786851928.
- (EN) Kate Egan, The Courage to Choose, 2005, ISBN 978-0786851935.
- (EN) Kate Egan, Path of Revenge, ISBN 978-0786852772.
- (EN) Kate Egan, The Darkest Dream, ISBN 978-0786852789.
- (EN) Kate Egan, Keeping Hope, 2005, ISBN 978-0786852796.
- (EN) Alice Alfonsi, The Other Truth, ISBN 978-0786852802.
- (EN) Alice Alfonsi, Whispers of Doubt, ISBN 978-0786852819.
- (EN) Alice Alfonsi, A Weakened Heart, 2005, ISBN 978-0786855957.
- (EN) Alice Alfonsi, A Choice Is Made, 1º dicembre 2006, ISBN 978-0786848782.
- (EN) Alice Alfonsi, Farewell to Love, ISBN 978-1423102670.
- (EN) Alice Alfonsi, Trust Your Heart, 2007, ISBN 978-1423102885.
- (EN) Alice Alfonsi, Enchanted Waters, ISBN 978-1423102892.
- (EN) Alice Alfonsi, Friends Forever, ISBN 978-1423102908.

La danese Lene Kaaberbøl ha pubblicato, tra il 2003 e il 2004, cinque romanzi, ognuno avente come protagonista una W.I.T.C.H. diversa, che sono usciti anche in Italia, contrariamente alla seconda serie, in quattro volumi.
- Lene Kaaberbøl, Il cuore conteso, collana Magici misteri, Buena Vista, 6 giugno 2003, ISBN 978-8884370686. (Salamanderens Hjerte)
- Lene Kaaberbøl, La musica della notte, collana Magici misteri, Buena Vista, 6 giugno 2003, ISBN 978-8884370679. (Stilnerens Musik)
- Lene Kaaberbøl, La regina dell'acqua, collana Magici misteri, Buena Vista, 20 maggio 2004, ISBN 978-8884370884. (Havets Ild)
- Lene Kaaberbøl, L'incantesimo verde, collana Magici misteri, Buena Vista, 29 gennaio 2005, ISBN 978-8884370969. (Grøn Magi)
- Lene Kaaberbøl, La regina delle tenebre, collana Magici misteri, Buena Vista, 3 febbraio 2005, ISBN 978-8884371126. (Den Grusomme Kejserinde)
- (DA) Lene Kaaberbøl, Stenfalken.
- (DA) Lene Kaaberbøl, Ørnekløer.
- (DA) Lene Kaaberbøl, Uglens Skygge.
- (DA) Lene Kaaberbøl, Den Gyldne Fønix.

In Scandinavia sono stati realizzati anche i seguenti romanzi:
- (DA) Josefine Ottesen, Isblomsten, 2004, ISBN 978-8711213674.
- (DA) Cecilie Eken, Tågemesterens Brønde, 2004, ISBN 978-8711213193.
- (DA) Josephine Ottesen, Den Gyldne Kilde, 2005, ISBN 978-8711214954.
- (SE) Maud Mangold, Klarhetens låga, 2005, ISBN 978-9171300157.
- (DA) Cecilie Eken, Vejrmagerens Storme, 2005, ISBN 978-8711215258.
- (SE) Maud Mangold, Nattens drottning, 2006, ISBN 978-9171307019.
- (DA) Lene Møller Jørgensen, Den oprindelige Rose, 2006, ISBN 978-8711215838.
- (DA) Lene Møller Jørgensen, Et strejf af en stjerne, 2007, ISBN 978-8711216064.

### Manuali
In Italia sono uscite due serie di manuali: Cento magie per..., che tratta problemi quotidiani e come risolverli, e Tutto su..., in cui viene presentata nel dettaglio una W.I.T.C.H. a volumetto.
Cento magie per...
- Cento magie per vivere in gruppo, Buena Vista, 2002, ISBN 978-8884370440.
- Cento magie per sopravvivere a scuola, Buena Vista, 2002, ISBN 978-8884370457.
- Cento magie per custodire i segreti, Buena Vista, 2002, ISBN 978-8884370327.
- Cento magie per avere tanti amici, Buena Vista, 2002, ISBN 978-8884370334.
- Cento magie per divertirsi in vacanza, Buena Vista, 2003, ISBN 978-8884370600.
- Cento magie per conoscere i ragazzi, Buena Vista, 2003, ISBN 978-8884370594.
- Cento magie per tirar fuori la grinta, Buena Vista, 2003, ISBN 978-8884370747.
- Cento magie per capire i genitori, Buena Vista, 2003, ISBN 978-8884370754.
- Cento magie per trovare il tuo stile, Buena Vista, 2004, ISBN 978-8884370860.
- Cento magie per convivere con fratelli & Co., Buena Vista, 2004, ISBN 978-8884370877.
- Cento magie per divertirsi alle feste, Buena Vista, 2004, ISBN 978-8884371973.
- Cento magie indispensabili in amore, Buena Vista, 2004, ISBN 978-8884371966.
- Cento magie per scoprire la tua bellezza, Buena Vista, 2005, ISBN 978-8884371287.
- Cento magie per divertirsi nel tempo libero, Buena Vista, 2006, ISBN 978-8884371737.

Tutto su...
- Giulia Conti, Tutto su Will, Buena Vista, 2005, ISBN 978-8884371164.
- Giulia Conti, Tutto su Irma, Buena Vista, 2005, ISBN 978-8884371171.
- Giulia Conti, Tutto su Taranee, Buena Vista, 2005, ISBN 978-8884371805.
- Giulia Conti, Tutto su Cornelia, Buena Vista, 2006, ISBN 978-8884371690.
- Giulia Conti, Tutto su Hay Lin, Buena Vista, 2006, ISBN 978-8884371638.